# Georges Frederic Roskopf
Georges Frederic Roskopf (Niederweiler, Alemanya, 15 de maig de 1813 - Berna, Suïssa, 14 d'abril de 1889) va ser un rellotger suís, l'inventor del rellotge "Roskopf".

## Biografia
Va néixer en Niederweiler (Alemanya) i es va nacionalitzar suís. El 1834 va començar a treballar com a aprenent de rellotger, i durant dos anys va aprendre la part teòrica de la rellotgeria i la seva fabricació.
El 1835 va conèixer a la dona que es convertiria en la seva esposa, Lorimier, una vídua amb dos fills i vinculada a una adinerada família. Tots dos es van casar en aquest mateix any, i amb els diners de Lorimier, Roskopf va aconseguir muntar el seu propi taller de rellotgeria. En aquest taller fabricava rellotges de cilindre i palanca per a Bèlgica i Estats Units. Encara que els rellotges eren d'alta qualitat, el seu negoci no anava molt bé i va decidir vendre-ho el 1850, però va seguir fabricant rellotges en associació amb altres rellotgers. Anys després, Roskopf va idear un rellotge de butxaca per al poble, que ell va denominar «rellotge del proletariat», el cost del qual era de 20 francs, la paga setmanal d'un obrer. El rellotge de Roskopf, al contrari dels que es fabricaven en l'època (fets d'or i plata), només era de metall barat, però comptava amb una robusta maquinària.
Després de la mort de la seva esposa al febrer de 1872, que va afectar molt a Roskopf, el 1873 va passar el seu negoci a Wille Frères i Ch. Léon Schmid, i va decidir retirar-se a viure a Berna, on va morir el 1889.

## El rellotge tipus Roskopf

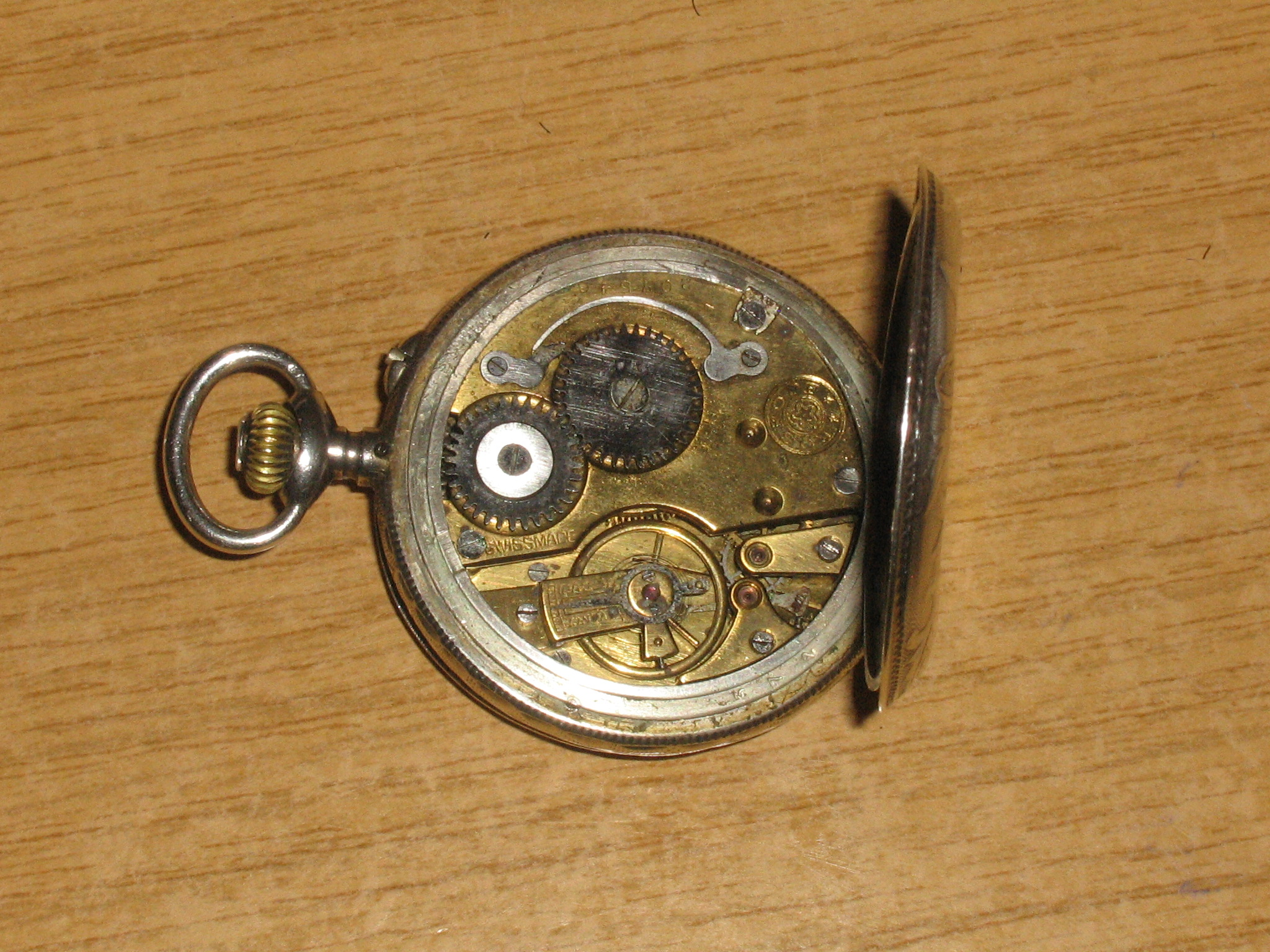
Maquinària d'un rellotge tipus Roskopf.

El rellotge inventat per Georges Frederic Roskopf està compost de 57 peces en lloc de les almenys 160 habituals en l'època, i és fàcil de fabricar de forma industrial. Encara que inicialment va ser destinat a un públic proletari, el rellotge paradoxalment també va ser adoptat per les classes altes. De fet, el públic proletariat no va ser el primer a adquirir un rellotge tipus Roskpof, sinó aristòcrates i oficials de l'exèrcit. Roskopf no va registrar la patent del rellotge (a causa que Suïssa no comptava amb cap sistema de patents), per la qual cosa el seu invent va ser copiat habitualment i venut sota marques tals com a «Sistema Roskopf», «J. Roskopf», «W. Roskopf», o «Rosskopf».
No se sap amb total certesa quants rellotges del tipus Roskopf van ser venuts. Després de la defunció de Georges Frederic Roskopf, diverses empreses pretenien ser les seves veritables successores, però eren Wille Frères i el seu soci els qui tenien els drets. Entre elles, la companyia creada per Fritz Edouard Roskopf (el fill de Roskopf) va vendre, després de la defunció del seu pare, 20 milions de rellotges sota la marca «F-I. Roskopf». Més tard el fill d'aquest, el net de Roskopf, va vendre uns 10 milions de rellotges sota la marca «Roskopf Nieto». Entre ambdues marques, s'obté la suma de 30 milions de rellotges venuts.

## Llibres
- Uneix histoire de famille, novel·la escrita per Liliane Roskopf (la bis-bis-néta de l'inventor i periodista en la televisió suïssa romanda). Editions Metropolis (2002), ISBN 978-2883401198 .